# Bursa Filozofów w Krakowie
Bursa Filozofów w Krakowie (łac. Bursa philosopharum, Noskowskiego) – bursa, która stała przy ulicy Gołębiej, obok Bursy Jerozolimskiej, naprzeciw Collegium Minus. Tradycja mówi, że powstała po roku 1400 dla profesorów przybyłych z Pragi. Odnotowana w przekazach źródłowych w roku 1447 i 1474, a w 1488 jako zamieszkana przez studentów. W 1558 została odnowiona i powiększona staraniem biskupa płockiego Andrzeja Noskowskiego. Remontowana w XVII i XVIII wieku, w latach 1818–20 odnowiona i połączona z Bursą Jerozolimską. W 1841 spłonęła. Zburzona w 1869 w związku z planami budowy na jej miejscu Collegium Novum Uniwersytetu Jagiellońskiego.